# Ernst Barlach
Ernst Barlach (Wedel, Holstein, 2 de enero de 1870 - Rostock (Distrito de Güstrow), 24 de octubre de 1938) fue un escultor, escritor y diseñador expresionista alemán.
Barlach es particularmente conocido por sus esculturas de madera y bronce, aunque dejó una inmensa obra gráfica impresa, dibujos y obras literarias. Su estilo artístico, tanto en lo visual, como en la obra literaria, se encuentra entre el realismo y el expresionismo.
A pesar de que fue partidario de la guerra en los años previos a la Primera Guerra Mundial, su participación en ella le hizo cambiar de posición, y se le conoce mayoritariamente por sus esculturas contra la guerra. Esto le creó muchos conflictos durante el auge del nazismo y provocó que la mayoría de sus trabajos fueran confiscados como arte degenerado (Entartete Kunst).

## Vida y obra

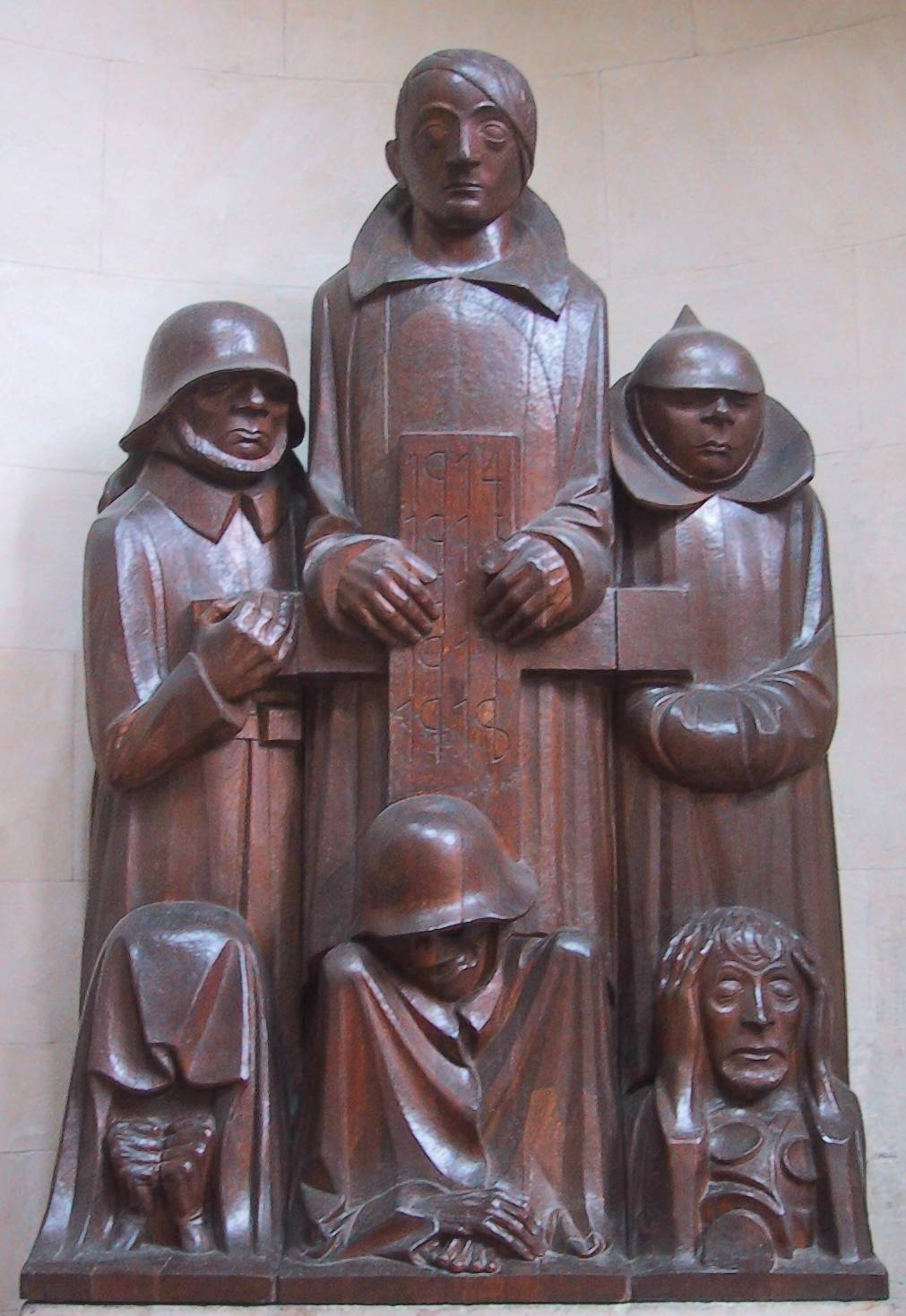
El Cenotafio de Magdeburgo (Magdeburger Ehrenmal) (1929), que creó gran controversia por la posición antibelicista de Barlach (Catedral de Magdeburgo).

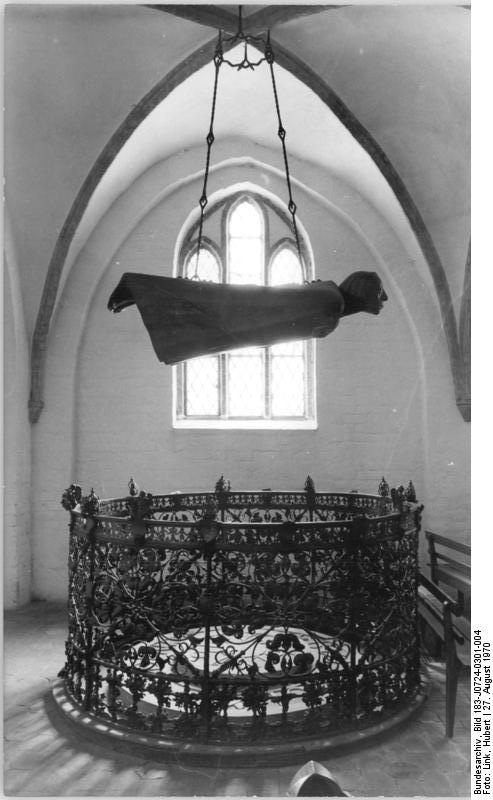
El Ángel flotante, en la catedral de Guestrow.

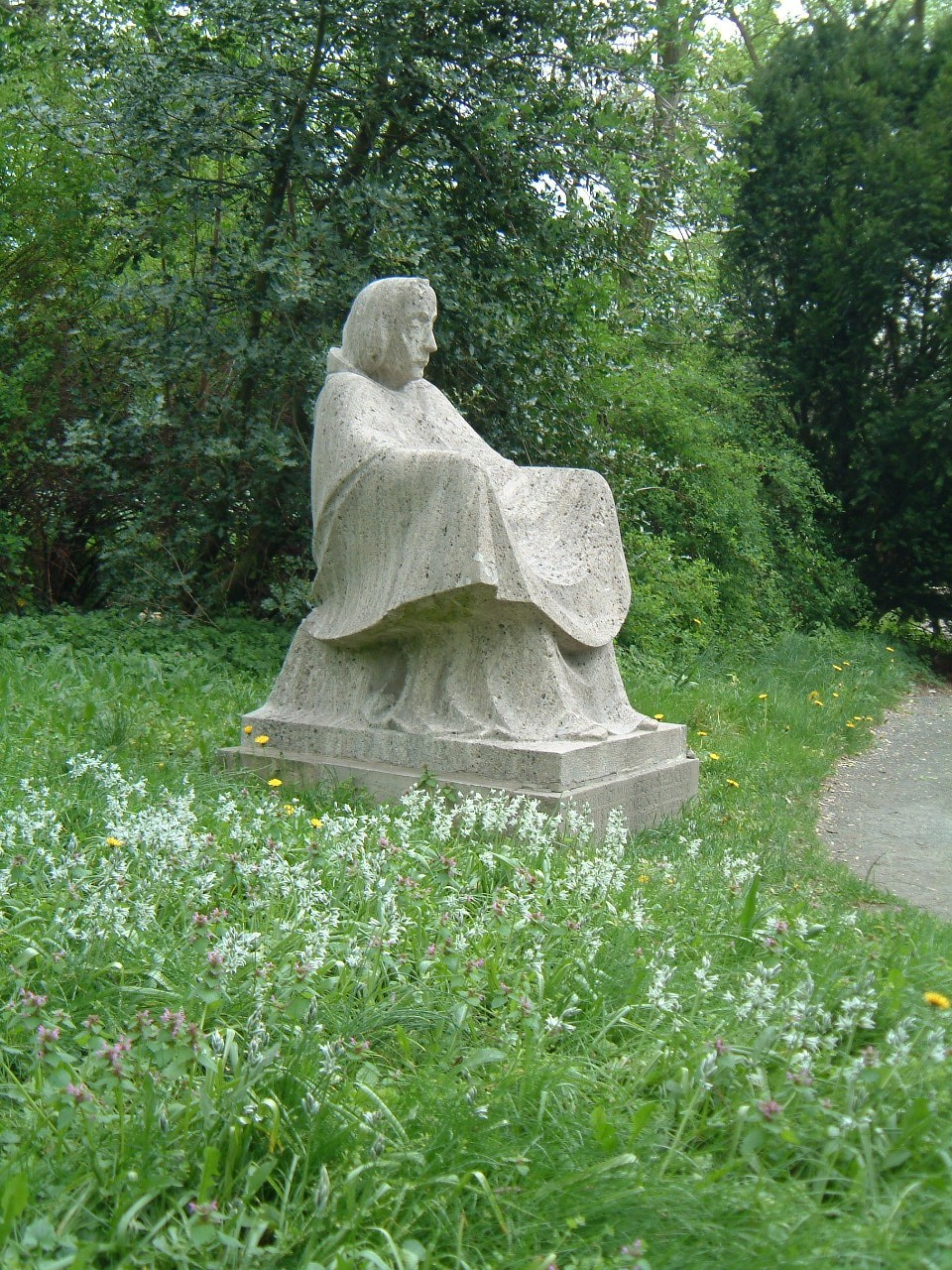
Madre Tierra en los jardines de la Capilla Gertrudis en Güstrow.

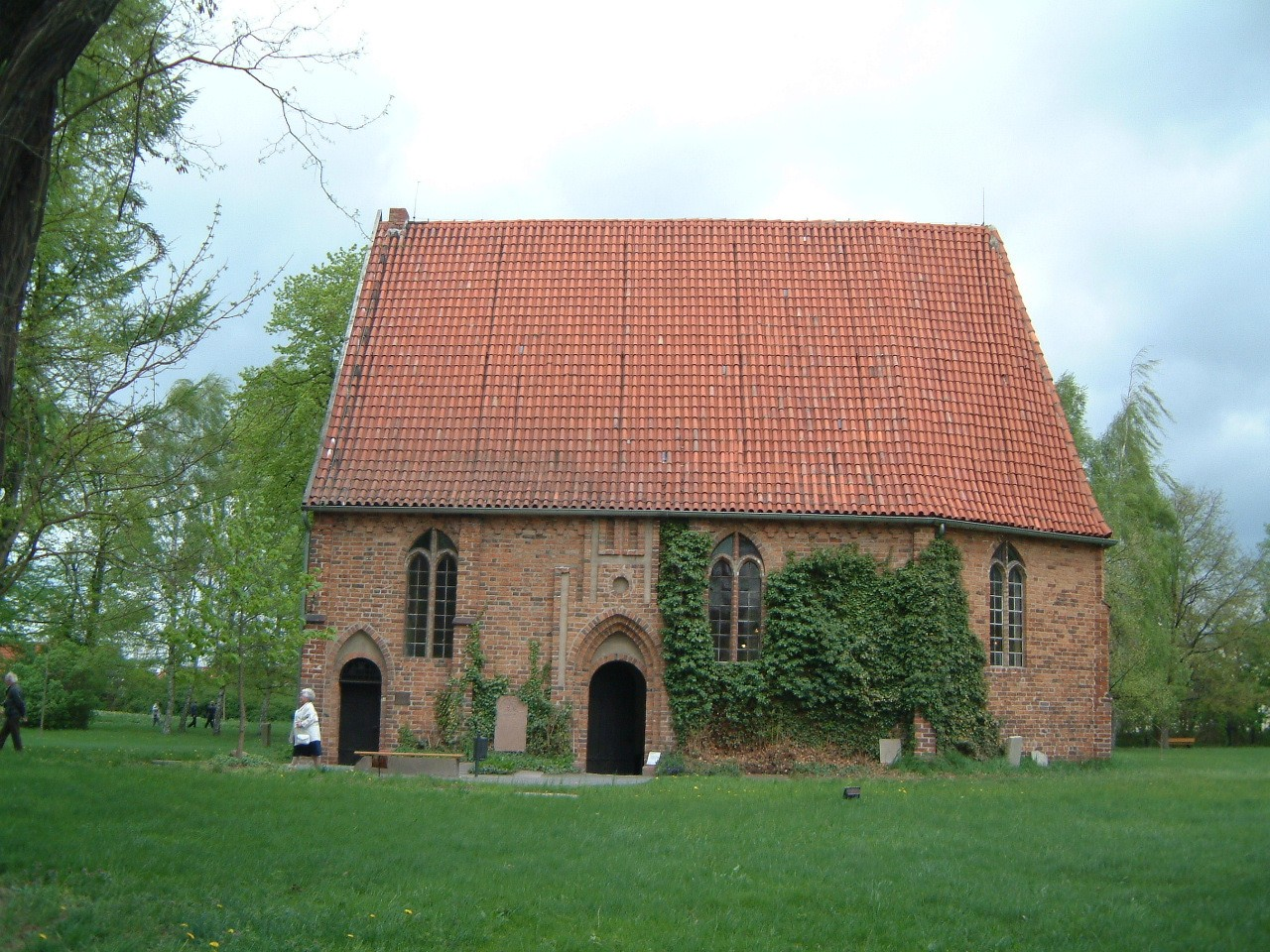
Capilla Gertrudis en Güstrow.

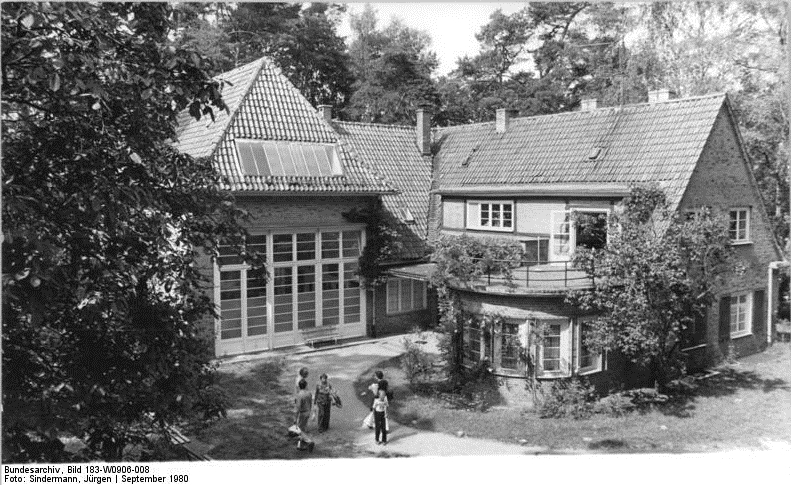
El taller de Barlach (Memorial) en Inselsee, Güstrow, 1980.

Ernst Barlach fue el mayor de cuatro hijos, del doctor Georg Gottlieb Barlach († 1884) y su esposa Joan Louise Vollert. Desde su infancia Barlach demostró especial talento para el diseño gráfico.
Después de estudiar en la Escuela de Artes de Hamburgo, entre 1888 y 1891, entró a la Academia de Artes de Dresde hasta 1895, asistiendo a la clase magistral del escultor Robert Diez. Su última obra allí fue la Krautpflückerin.
Se trasladó a París, donde permaneció dos años, ocupándose principalmente del trabajo escrito.
Desde 1897 Barlach trabajó como artista independiente. En 1901 regresó a su ciudad natal, Wedel, y comenzó sus primeros intentos dramáticos al tiempo que realizaba algunos trabajos especialmente para el pequeño taller de alfarería de cerámica de Mutz, en Altona. En 1905 fue a trabajar durante medio año con la agencia de Peter Behrens, un maestro en la escuela de cerámica de Höhr-Grenzhausen (Westerwald).
En 1906 emprendió un viaje a Rusia, las impresiones de los campesinos rusos y el arte popular fueron abriendo el camino que habría de influir en sus futuras esculturas. Ese mismo año nació Nicolás, su hijo con una modelo de la cual se había separado recientemente. Luego vendrían dos años de controversia jurídica, por la custodia a cargo del padre.
En 1907 exhibe en el salón de primavera de la Secesión de Berlín, la colorida escultura de Richard Mutz y las terracotas mendigo ciego y un mendigo ruso.
En 1909, Barlach se traslada a la Villa Romana de Florencia y empieza a esculpir figuras masivas.
Barlach comenzó a asistir periódicamente a las exposiciones de la Secesión de Berlín en 1910 bajo el patrocinio del coleccionista Paul Cassirer. Ese mismo año se trasladó a Güstrow (Mecklemburgo), donde construyó un taller y una casa para satisfacer sus necesidades.

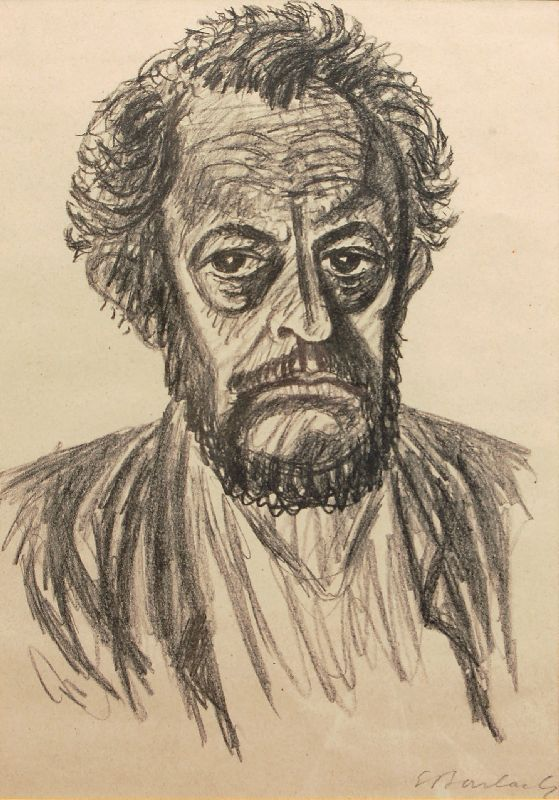
Autorretrato.

Las primeras obras de Barlach ya inician un diálogo con la humanidad, las condiciones de vida y la posición en relación con la vida que la caracteriza. La experiencia de la Primera Guerra Mundial, después de alistarse en 1915, es la base de la evolución de su trabajo.
Entre 1912 y 1927, nacen sus principales obras dramáticas. Como escultor, Barlach crea especialmente los monumentos de la Primera Guerra Mundial. Su primer memorial a las víctimas de la guerra, que representa el dolor de las madres cuyos hijos murieron, fue erigido en 1922 en Güstrow. Le siguieron en Kiel, Magdeburgo y Hamburgo. Estos fueron desplazados o destruidos en 1933. Algunos fueron reasentados en 1945, como el monumento a los caídos, en la catedral de Güstrow, Kiel y Magdeburgo.
En 1932, las acciones de los círculos nazis evitaron la ejecución de la Piedad de la ciudad de Straslund. La furiosa campaña que llama al asesinato del artista, en 1934, supone el desmantelamiento del monumento en Magdeburgo, seguido del de Kiel en 1937 y el de Hamburgo en 1938. Su monumento en Güstrow fue fundido en 1941.
Barlach se había visto obligado a abandonar la Academia Prusiana de Bellas Artes en 1937 y más de 400 de sus obras fueron retiradas de los museos alemanes por ser consideradas como arte degenerado. Su exhibición de 1937 fue prohibida.
De nada le valía que al firmar la "Convocatoria de Artistas", del 19 de agosto de 1934 en el periódico oficial del partido nazi, Ernst Barlach hubiera reconocido su adhesión a la política del Führer.

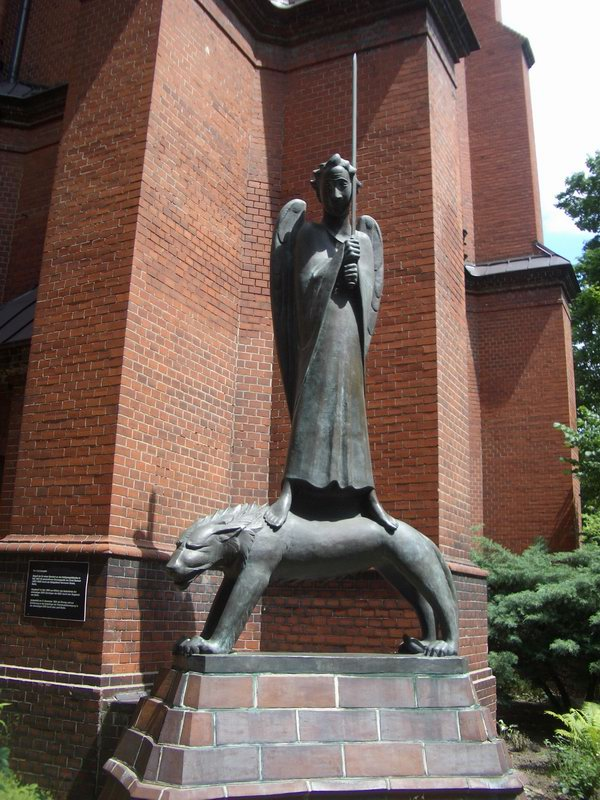
Barlach. El espíritu combatiente. Iglesia de San Nicolás. Berlín.

## Obras
- Obras de Ernst Barlach se pueden apreciar en la Iglesia de San Nicolás de Kiel y en la iglesia de Santa Catalina de Lübeck.
- La mayoría de sus obras se hallan en Güstrow, en la Gertrudenkapelle y en la catedral. Su taller de Güstrow está abierto al público.
- Los museos de la Sociedad Ernst Barlach de Ratzeburgo y de Wedel poseen una bella colección de esculturas y dibujos del artista.
- La casa de Ernst Barlach en Hamburgo también está abierta a los visitantes.

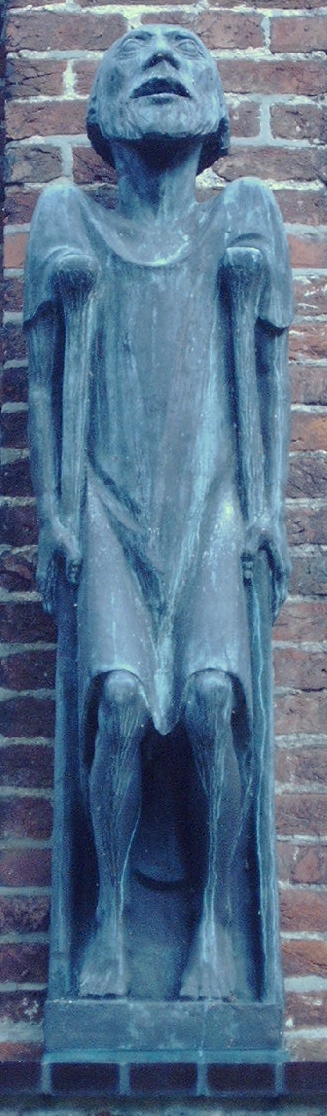
El mendigo, estatua de bronce en el patio del monasterio de la catedral de Ratzeburg

### Correspondencia y autobiografía
- Ernst Barlach:Ein selbsterzähltes Leben. Berlín, 1928, Paul Cassirer. Con 25 ilustraciones y 83 ilustraciones(fotografías de las obras de Barlach) - Reimpreso en 1948 y 1962, Piper & Co Verlag, Munich
- Ernst Barlach: Frühe und späte Briefe. Hrsg. von P. Schurek und H. Sieker. Hamburg, 1962, Claasen
- Ernst Barlach: Ein selbsterzähltes Leben & Güstrower Fragmente. Wiesbaden, Marix Verlag, 2009, ISBN 978-3-86539-209-1rzähltes Vida y Güstrower fragmentos.Wiesbaden, Marix Verlag, 2009, ISBN 978-3-86539-209-1

## Galería

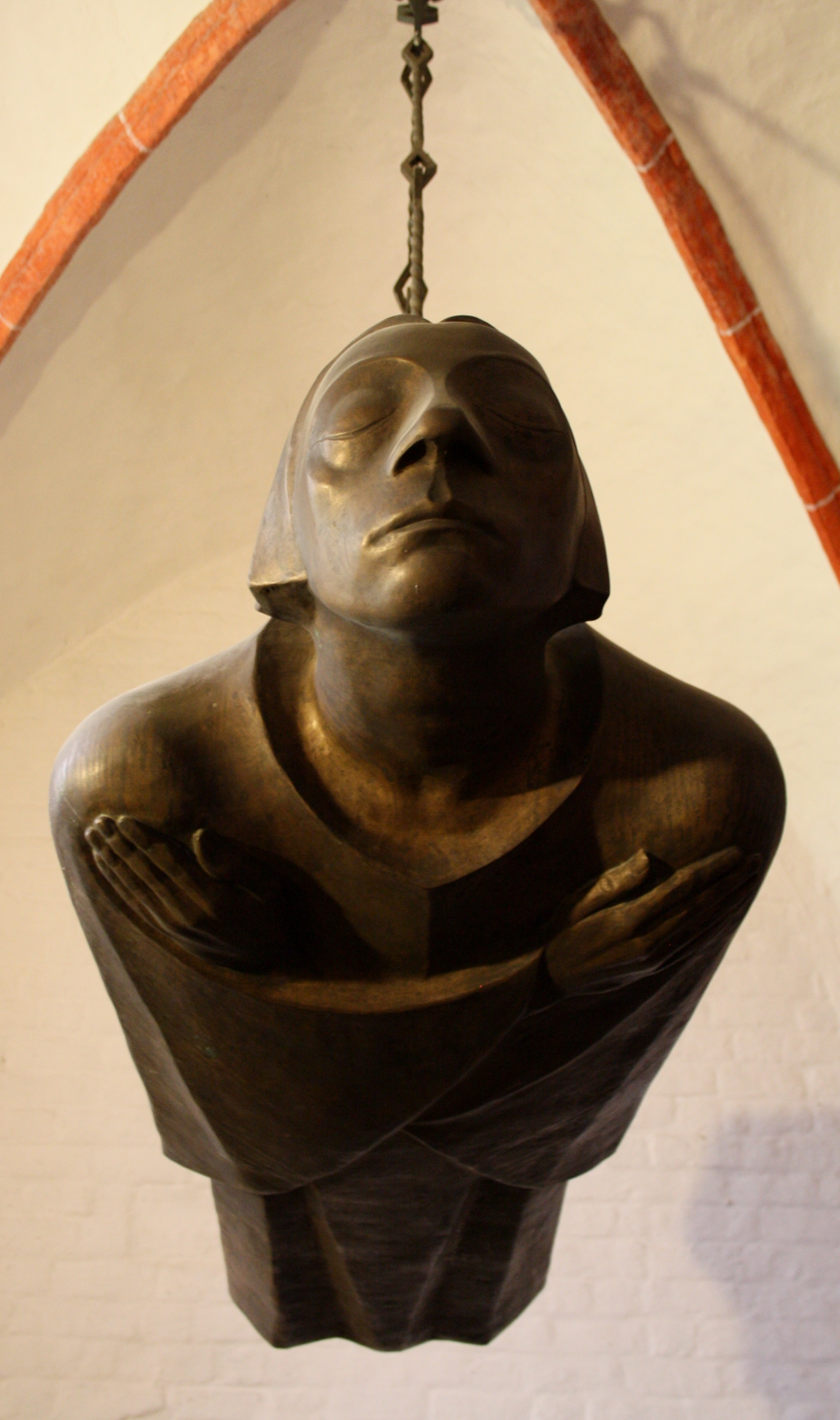
El Ángel flotante, en la catedral de Guestrow, 1927
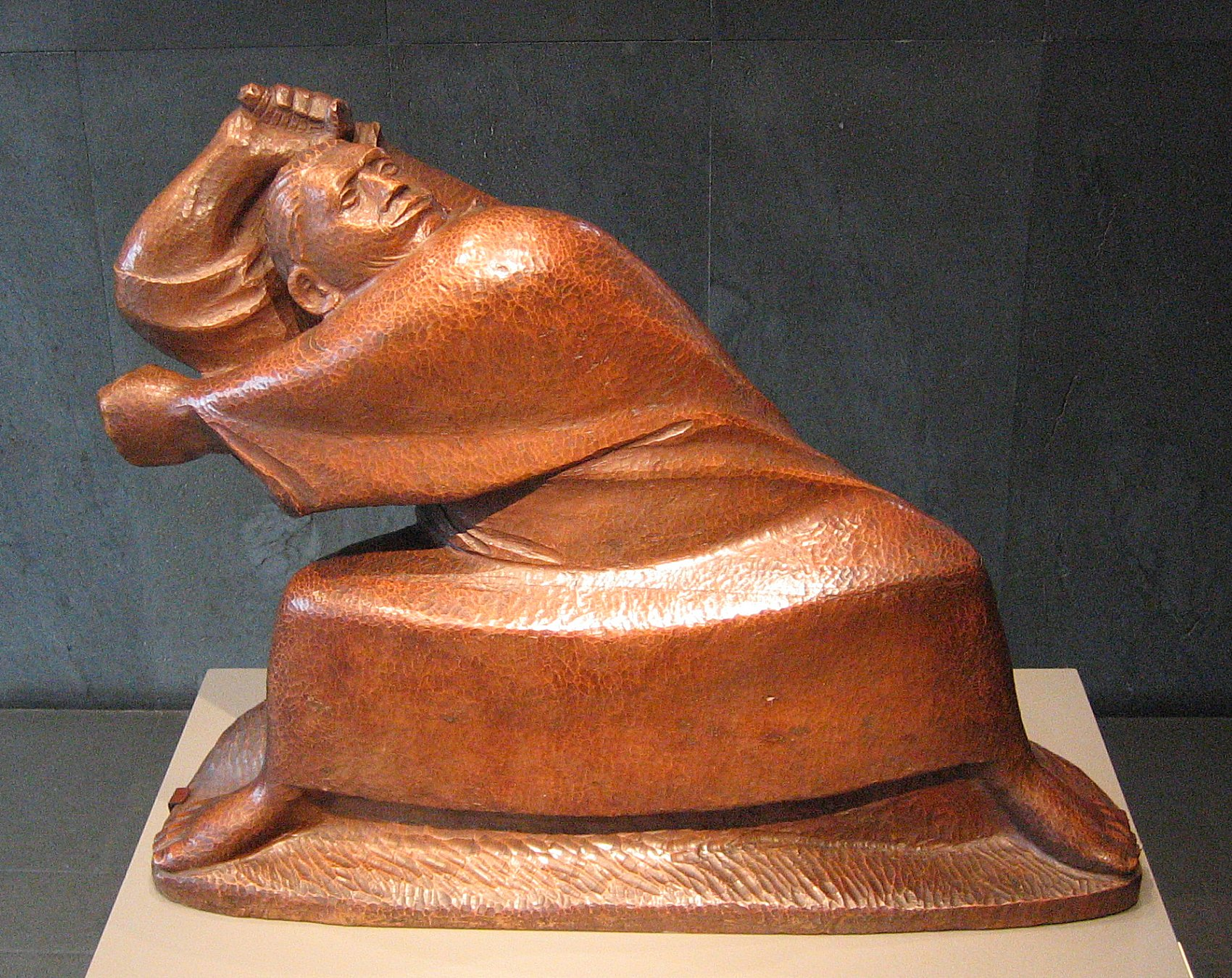
Der Berserker, 1910
Sello postal Alemán. 1988
Sello postal Alemán. 150 años del Museo prusiano. 1980
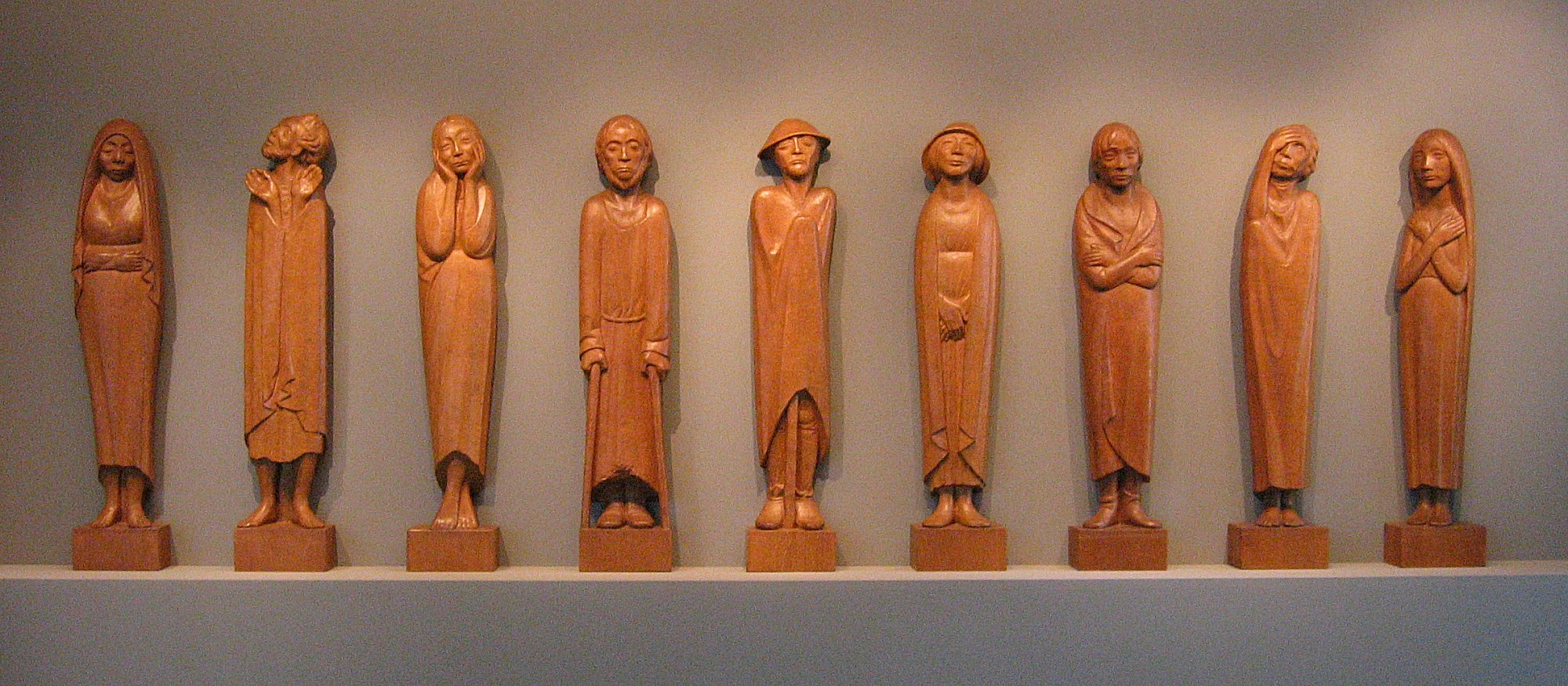
El friso de la escucha 1930-35
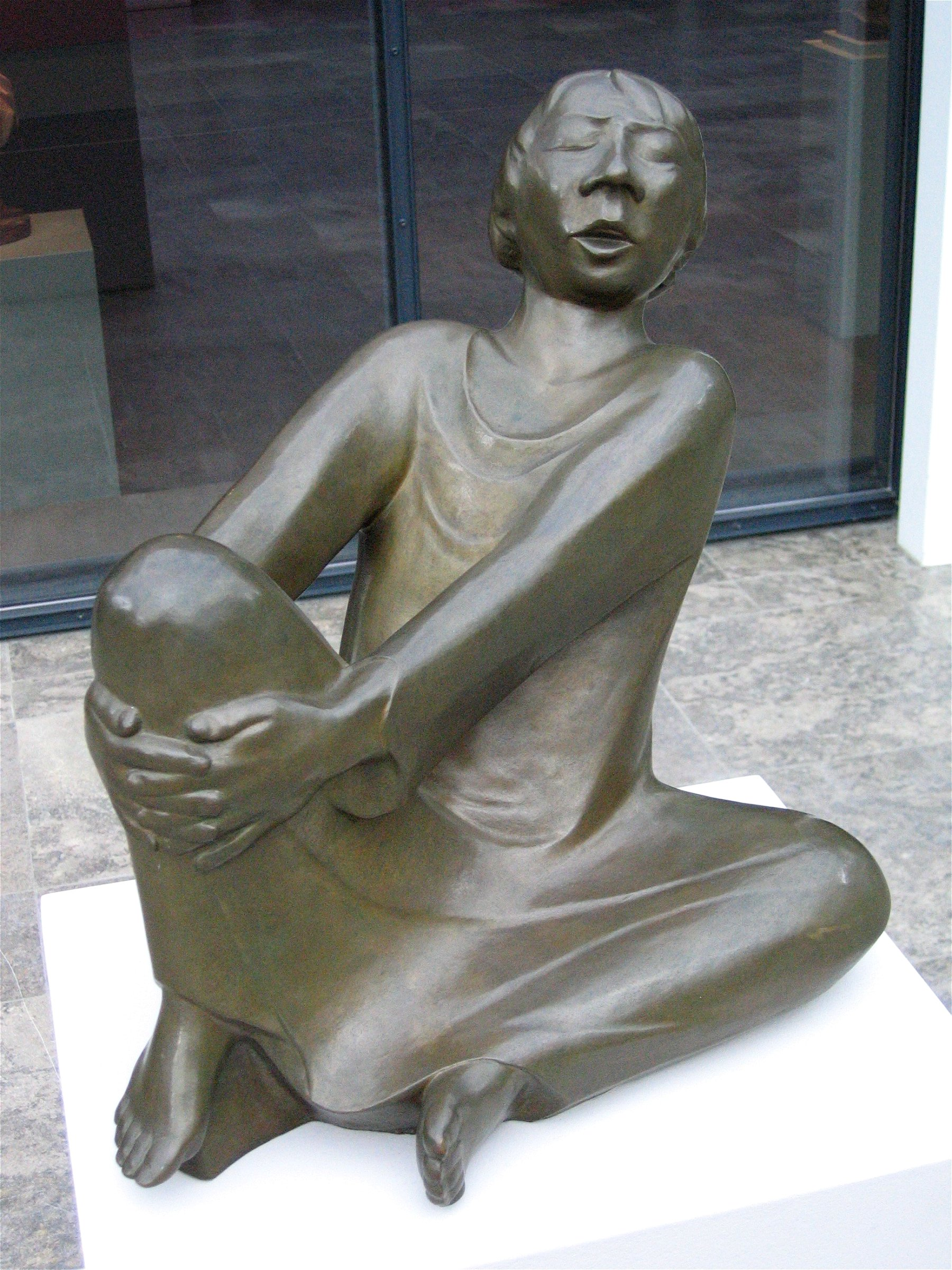
Hombre cantando, 1928.

## Influencia
La influencia de Barlach se hizo sentir muy pronto en Latinoamérica. Entre los primeros artistas que digirieron la estética de Barlach se encontraron los colombianos Rómulo Rozo (en México) y Hugo Martínez González.
Las obras de Barlach han sido reproducidas a nivel popular, siendo comunes las réplicas y copias rusas de porcelana

## Honores
El asteroide (6428) Barlach fue nombrado así en su honor.

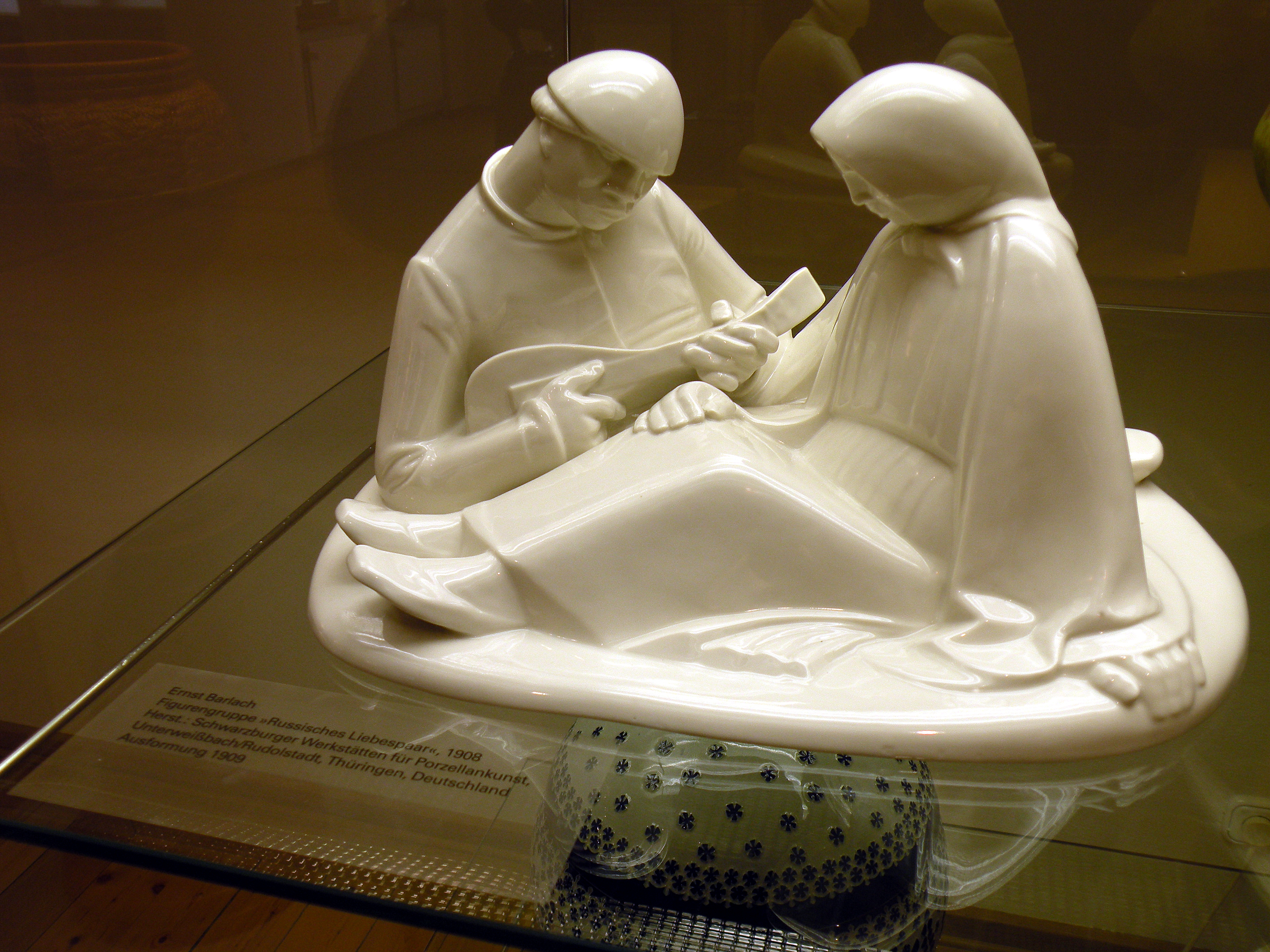
El gran amor de Rusia
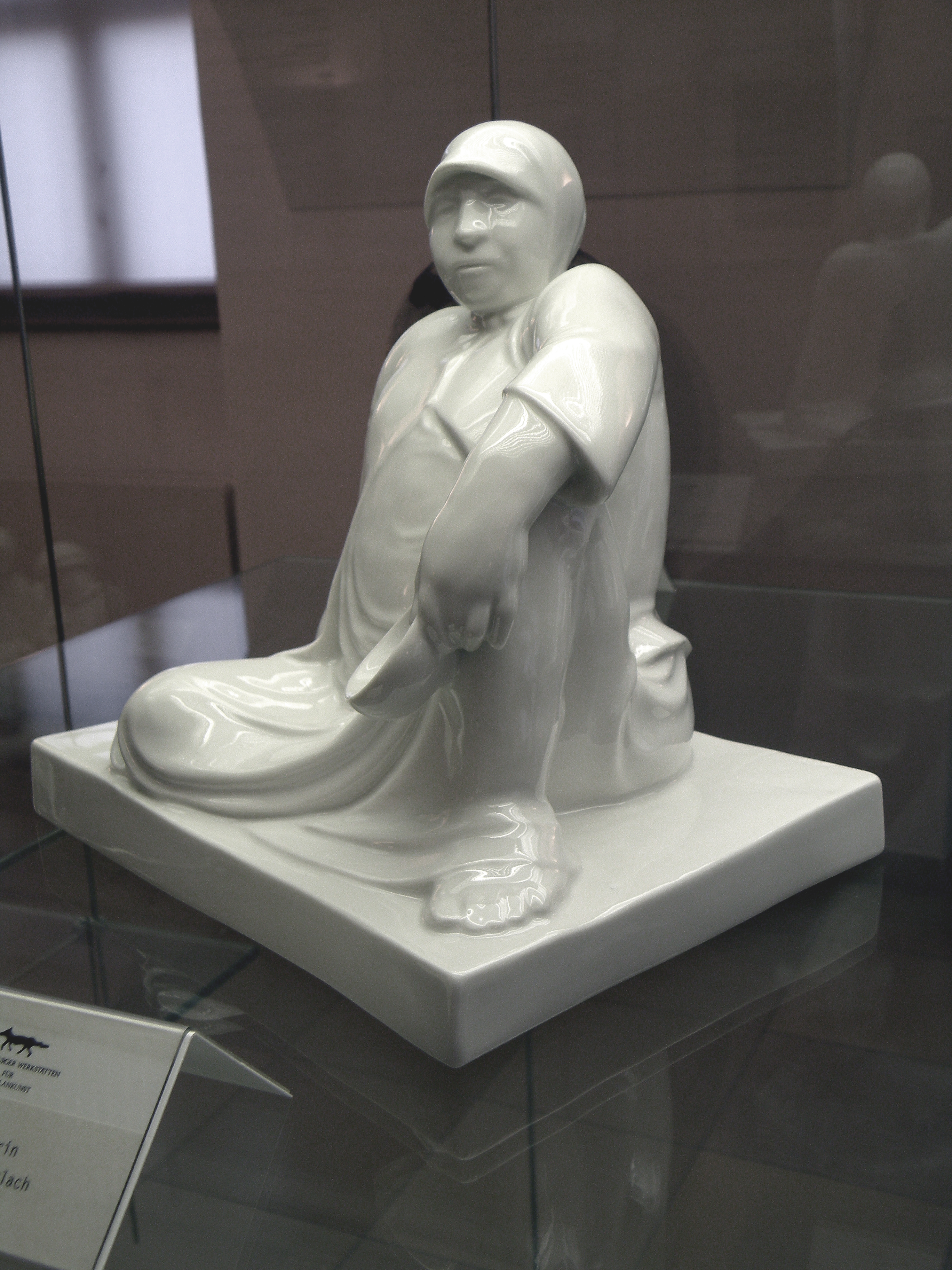
mendigo con una taza
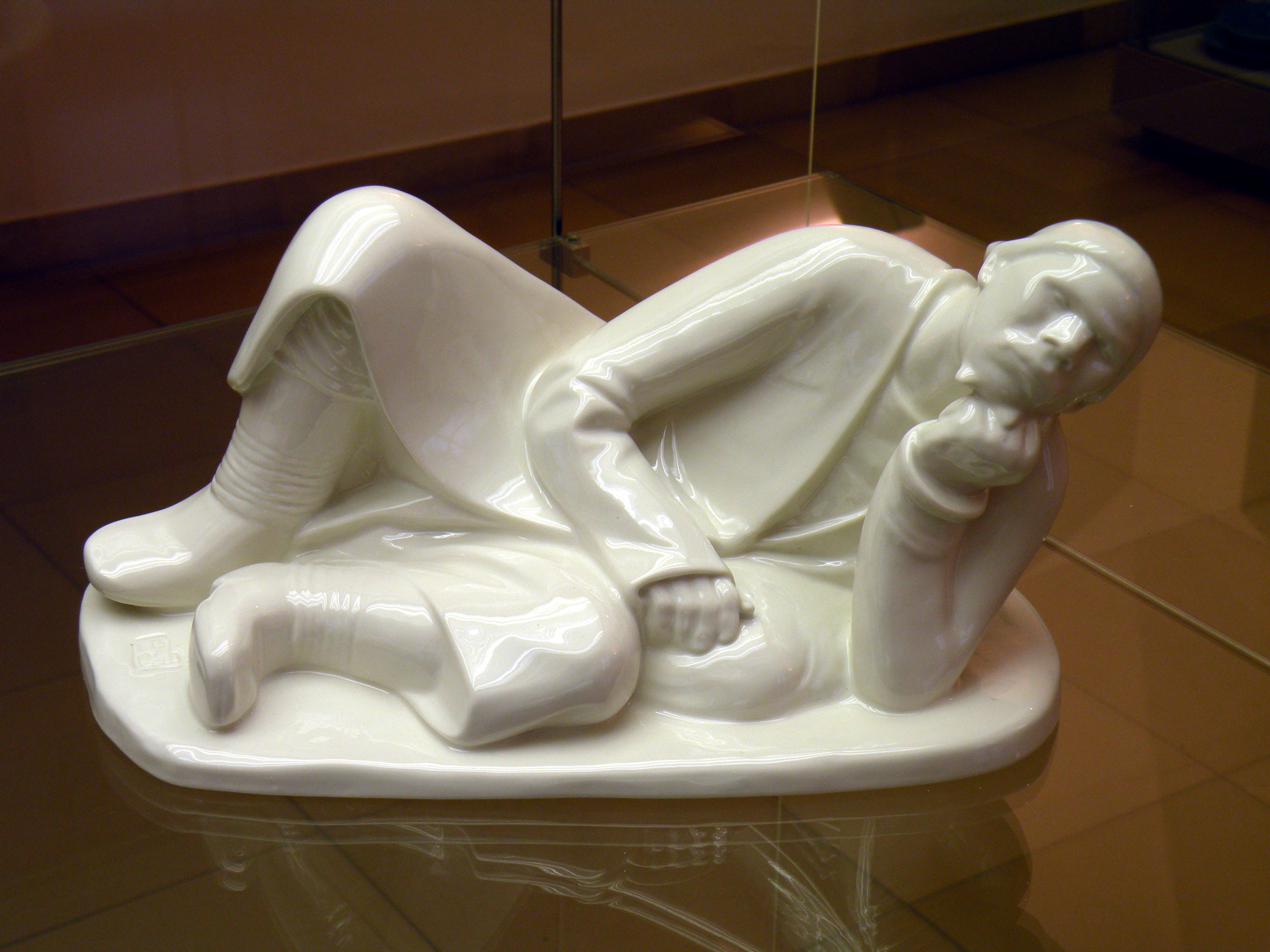
La Mentira
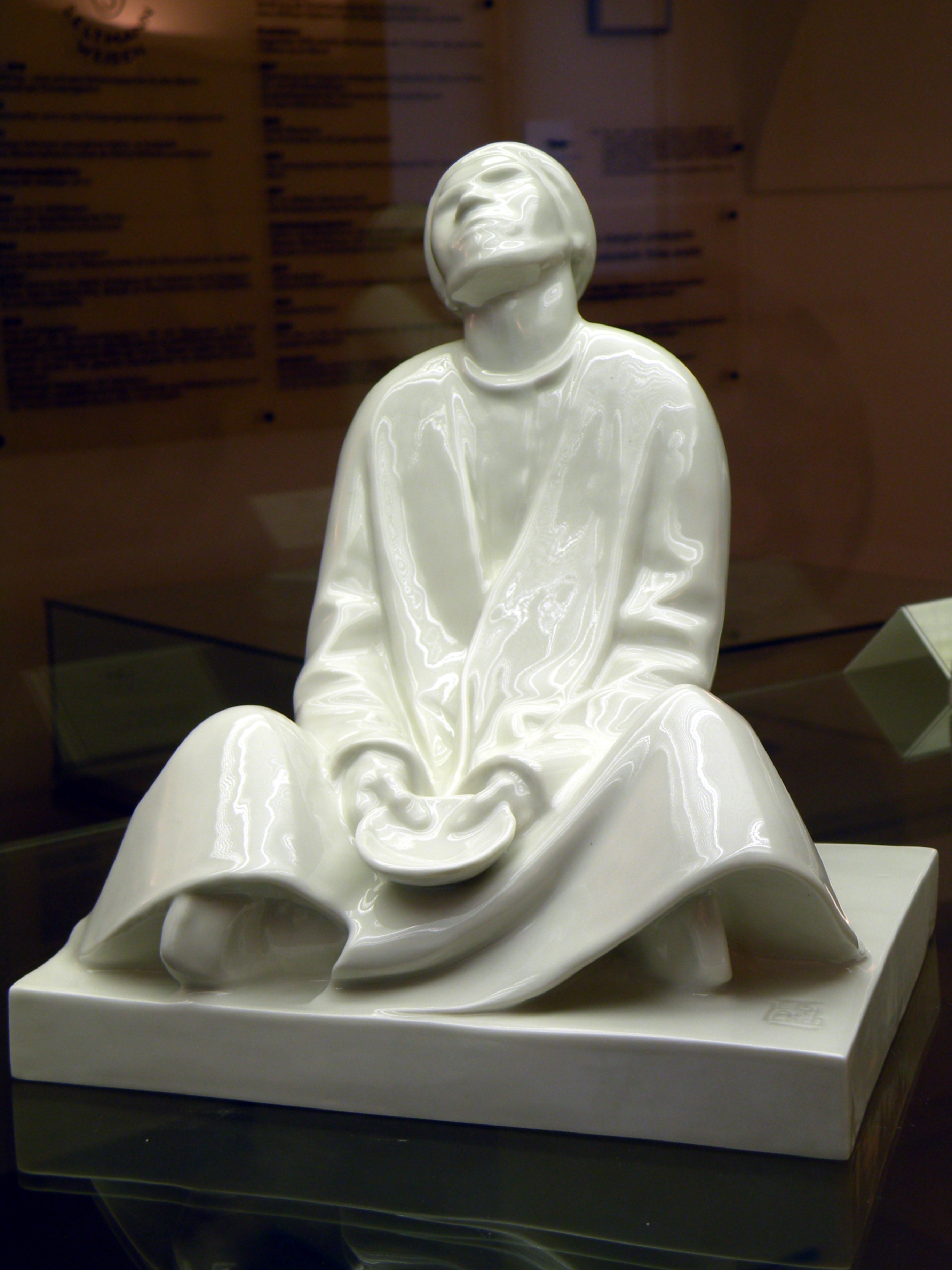
Mendigo ciego
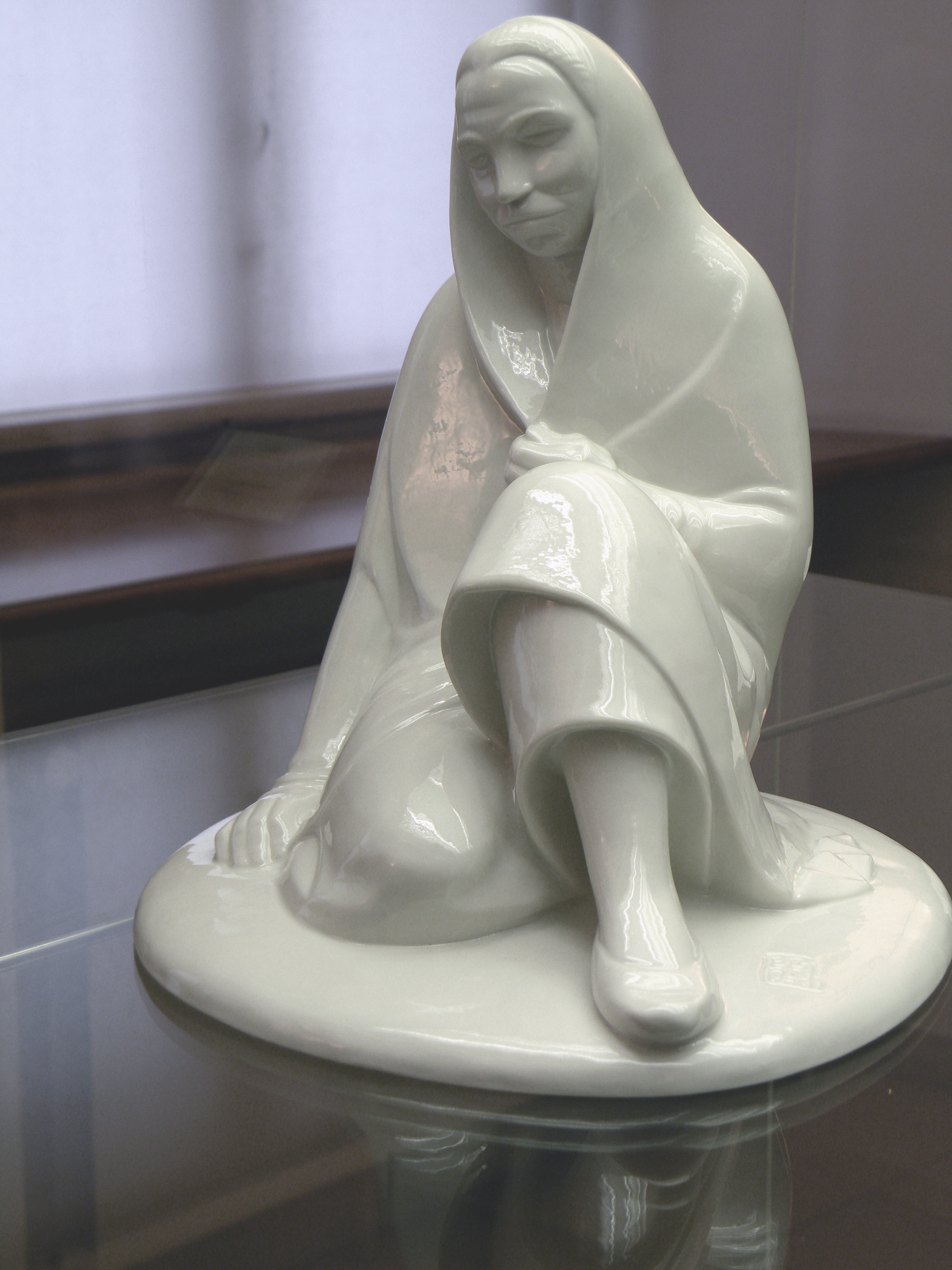
Mujer sentada